# Liste der Bodendenkmale in Großharthau
In der Liste der Bodendenkmale in Großharthau sind die Bodendenkmale der Gemeinde Großharthau und ihrer Ortsteile nach dem Stand der Auflistung von Harald Quietzsch und Heinz Jacob aus dem Jahr 1982 aufgelistet. Eventuelle Änderungen und Ergänzungen, insbesondere aus der Zeit nach der Wende, sind nicht berücksichtigt, da für Sachsen aktuell keine neueren allgemein zugänglichen Bodendenkmallisten vorliegen. Die Baudenkmale sind in der Liste der Kulturdenkmale in Großharthau aufgeführt.
| Denkmal-ID | Fundart            | Ortsteil    | Bezeichnung | Zeitstellung | Lage                                                                                   | Bemerkungen | Bild |
| ---------- | ------------------ | ----------- | ----------- | ------------ | -------------------------------------------------------------------------------------- | --- | ---- |
| ?          | Befestigung > Burg | Großharthau | Wasserburg  | Mittelalter  | südlicher Ortsrand, südlicher Gutsbereich                                              | überbaut, rechteckiger umlaufender Wassergraben erhalten, Schutz seit 21. November 1935, erneuert 1. Dezember 1971 |      |
| ?          | Befestigung > Burg | Seeligstadt | Wasserburg  | Mittelalter  | östlich des Orts an der Schwarzen Röder, Südrand der Massenei, östlich des Wasserwerks | oberflächlich verebnet, Schutz seit 21. Juni 1935, erneuert 25. Januar 1978                                        |      |